# Motorrijtuig

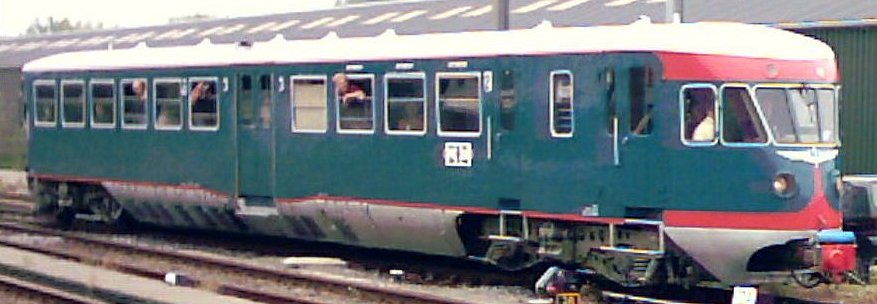
Nederlandse dieselelektrische DE 1

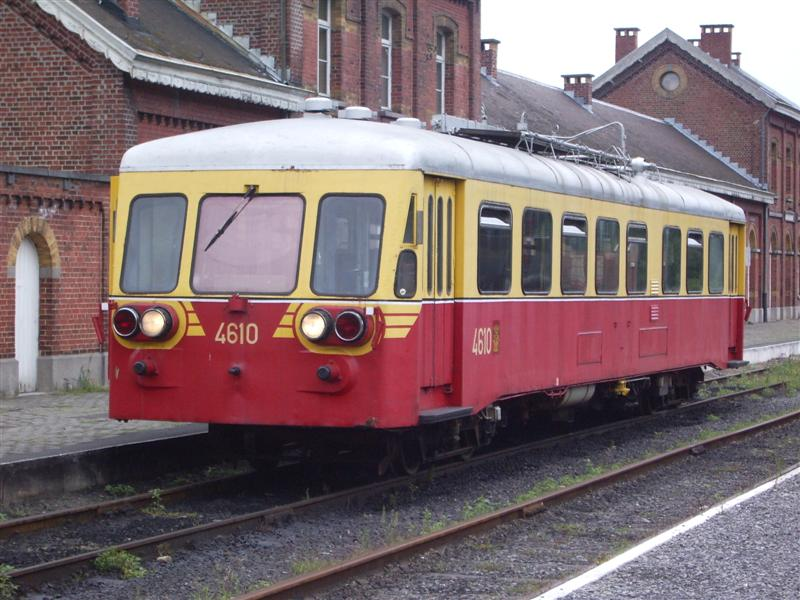
Belgische motorwagen reeks 46, gebouwd door Brossel

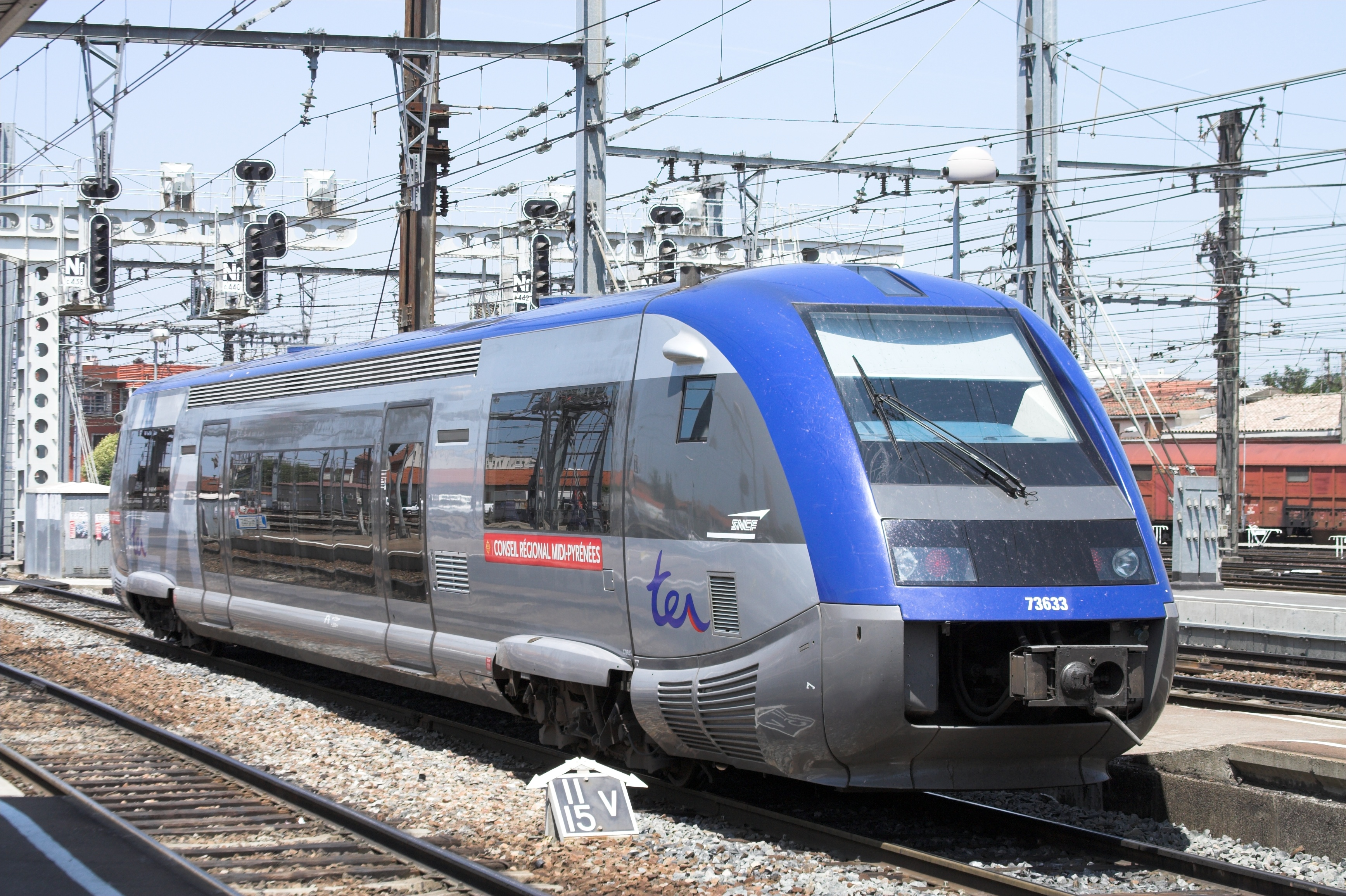
Motorwagen van de SNCF

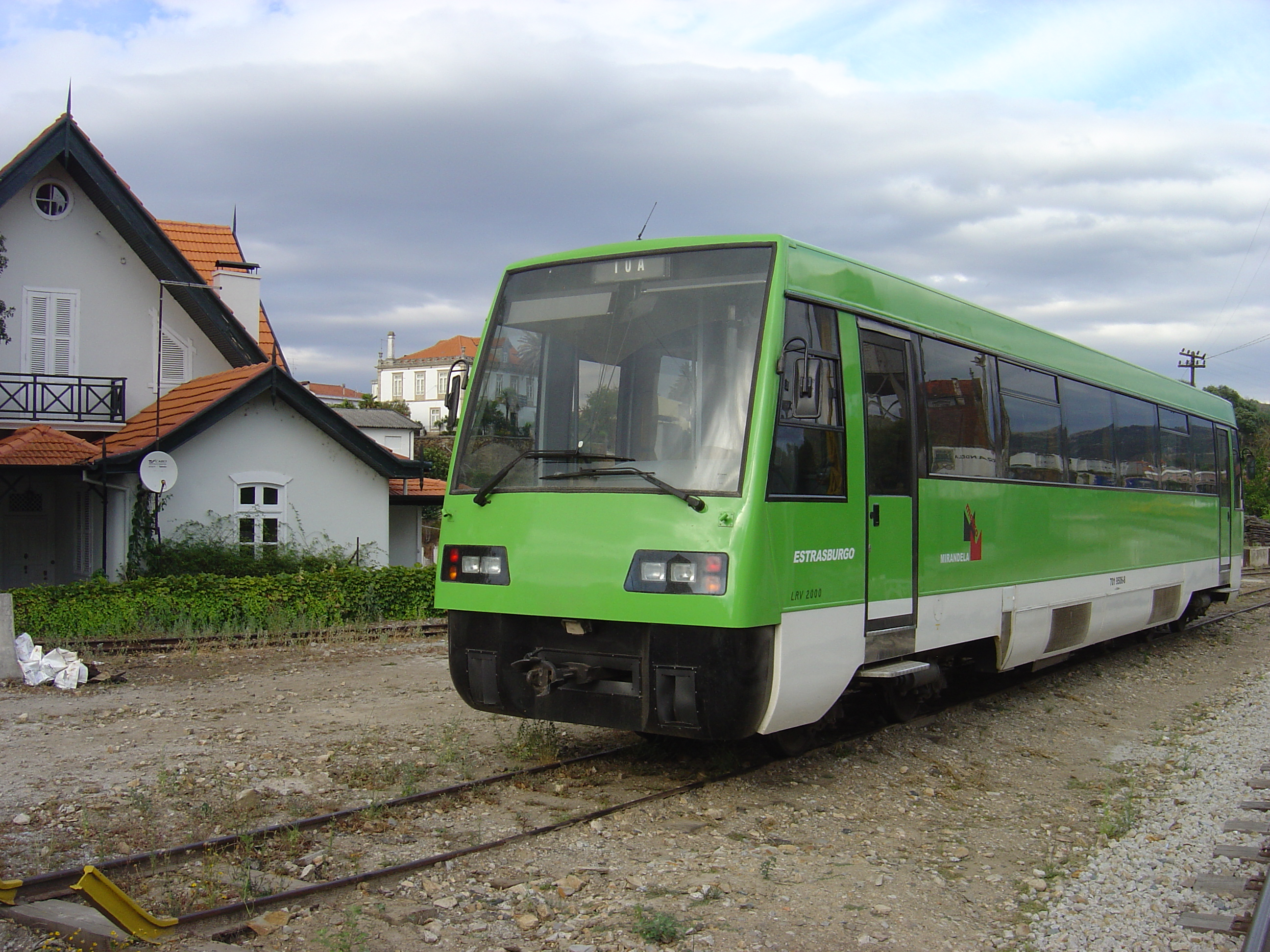
Metro de Mirandela

Een motorrijtuig is een spoorwegrijtuig met een eigen aandrijving. Een verouderde naam voor gemotoriseerde voertuigen zoals een bromfiets, bromscooter of snorfiets is ook motorrijtuig. 
Motorrijtuigen zijn te onderscheiden in elektrische en diesel(elektrische)motorrijtuigen.  Dieselmotorrijtuigen worden veelal gebruikt op secundaire spoorlijnen waar het reizigersaanbod te beperkt is voor de inzet van dieseltreinstellen. Er bestaan ook elektrische motorrijtuigen, bijvoorbeeld vroeger de ZHESM- en Blokkendoos-motorrijtuigen. Meestal betreft het echter het aangedreven rijtuig van een treinstel dat niet los kan rijden, zoals bij de Nederlandse Spoorwegen het mDDM. Ook bij (oudere) trams is er sprake van motorrijtuigen en aanhangrijtuigen, zie verder: trammotorwagen.

## Nederland
- omC/omBC - oliemotorrijtuig (buiten dienst)
- omBC - stroomlijnoliemotorrijtuig (buiten dienst)
- Plan X "Blauwe Engel" (DE 1) - dieselelektrisch motorrijtuig (buiten dienst)
- De Kameel - inspectierijtuig; dieselelektrisch motorrijtuig (buiten dienst)
- Motorpost - elektrisch postrijtuig (buiten dienst)
- Wadloper (DH 1) - dieselhydraulisch motorrijtuig (buiten dienst)
- mDDM - elektrisch motorrijtuig voor aandrijving van een treinstam DD-AR

Van deze motorrijtuigen zijn de Motorpost en mDDM "echte" motorrijtuigen, in de zin dat ze bedoeld zijn om niet-aangedreven wagons of rijtuigen te trekken (of duwen). De Plan X en Wadloper reden alleen los of in combinatie met andere stellen uit dezelfde serie, waarbij alle stellen aangedreven waren. Van zowel de Plan X als Wadloper bestonden ook treinstelversies (tweedelig), die technisch weinig verschilden van een eendelige versies en daarmee ook gekoppeld konden rijden.

## België
In België spreekt men niet van motorrijtuigen, maar van motorwagens (of de Franse term Autorail) als men het heeft over een rijtuig met een eigen dieselmotor. Een rijtuig met een elektrische motor heette vroeger motorstel maar sinds december 2011 motorrijtuig. Hieronder vindt men enkele motorwagens terug:
- Reeks 42 - buiten dienst
- Reeks 43 - buiten dienst
- Reeks 44 - buiten dienst
- Reeks 45 - buiten dienst
- Reeks 46 - buiten dienst

## Duitsland
- Serie 627
- LINT 27 (Serie 640)
- Serie 641
- Regio-Shuttle (Serie 650)
- Serie 670 (dubbeldeks motorrijtuig)
- Serie 771/772

## Verenigd Koninkrijk
Ook in het Verenigd Koninkrijk komen motorrijtuigen voor, opvallend is dat in de 21e eeuw een nieuwe variant wordt ontwikkeld. In Iron Bridge is een actieve testbaan voor de zogenaamde Revolution VLR (Very Light Rail). Het zaadje werd geplant toen in 2012 een prijsvraag werd uitgeschreven voor een 'radicaal voertuig'. Het eerste prototype is in de zomer van 2021 opgeleverd.

## Portugal
In Portugal reden tot eind 2018 motorrijtuigen in de omgeving van Mirandela.